# Bistum Chitré
Das Bistum Chitré (lateinisch Dioecesis Citrensis, spanisch Diócesis de Chitré) ist eine römisch-katholische Diözese mit Sitz in Chitré in Panama.
Papst Johannes XXIII. gründete es am 21. Juli 1962 aus Gebietsabtretungen des Erzbistums Panama und unterstellte es diesem als Suffraganbistum. Es umfasst die Provinzen Herrera und Los Santos.

## Bischöfe von Chitré
- José María Carrizo Villarreal (21. Januar 1963 bis 29. Oktober 1994, emeritiert)
- José Luis Lacunza Maestrojuán OAR (29. Oktober 1994 bis 2. Juli 1999, dann Bischof von David)
- Fernando Torres Durán (2. Juli 1999 bis 24. April 2013, emeritiert)
- Rafael Valdivieso Miranda, seit dem 24. April 2013

## Weblinks

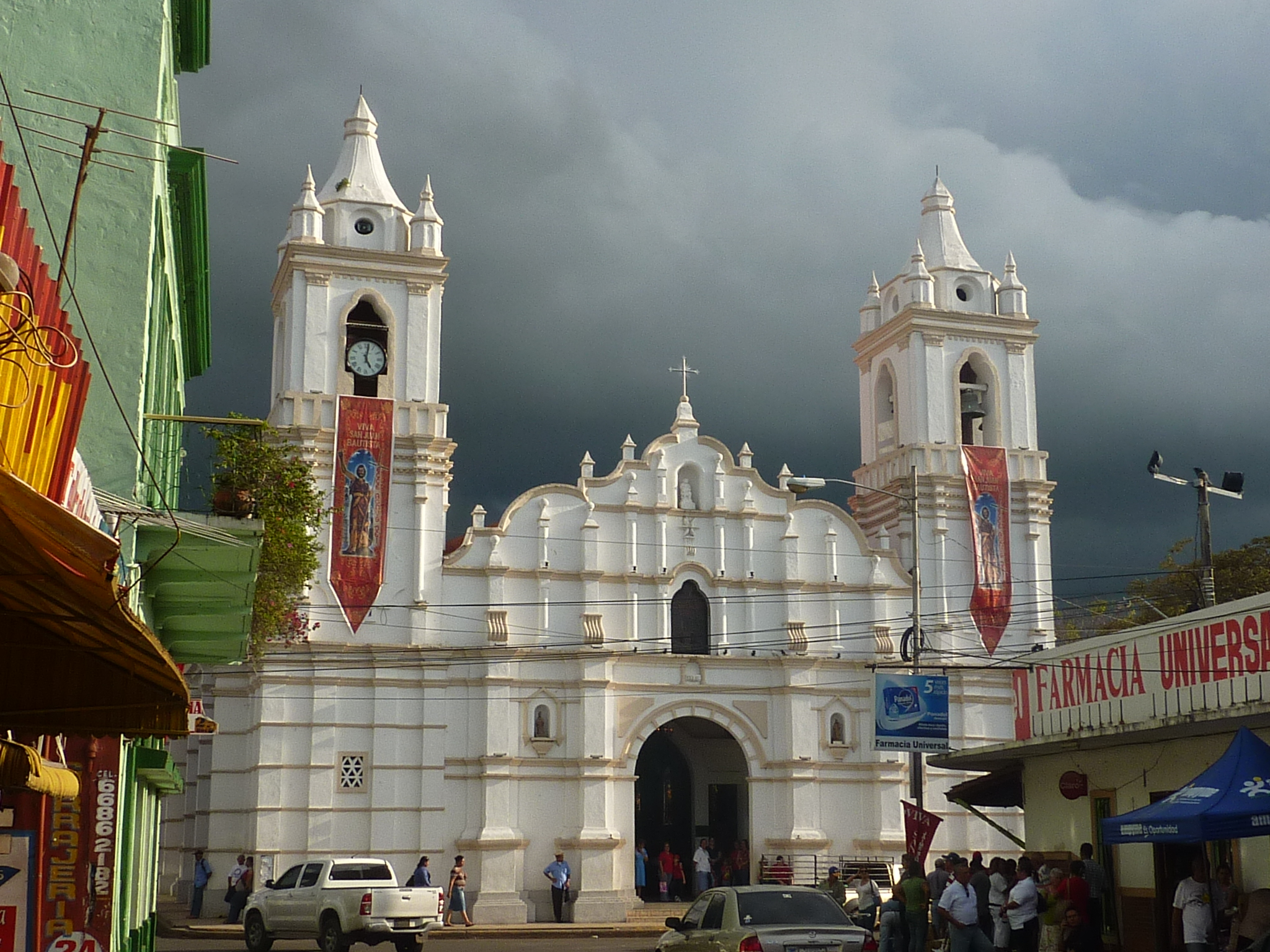
Kathedrale in Chitré